# Sven Montgomery
Sven Montgomery, né le 10 mai 1976 à Detmold, est un coureur cycliste suisse, professionnel entre 1998 et 2006. Son frère Clint, cycliste amateur, meurt en 2003 à 24 ans dans un accident de la circulation durant un entraînement.

## Biographie

### Carrière de coureur
Un temps annoncé comme un grand espoir du cyclisme suisse, Montgomery n'a jamais confirmer les attentes.
Sven Montgomery est professionnel entre 1998 et 2006. Durant sa carrière, il court pour plusieurs équipes professionnelles de prestige, La Française des jeux, la Fassa Bortolo et Gerolsteiner. À ses débuts, il est considéré comme un grimpeur. Après une troisième place lors du Tour de l'Avenir 2000, il remporte en 2001 la cinquième étape du Grand Prix du Midi libre et termine meilleur grimpeur du Critérium du Dauphiné libéré. Il a participé à quatre Tours de France (2000, 2001, 2003 et 2004) et n'en a terminé aucun. Il est passé en tête du col du Tourmalet en 2001. Il a également terminé meilleur grimpeur du Tour de Romandie 2004.
En 2005, il se classe 59e du Tour d'Italie et 87e du Tour d'Espagne.
La carrière de Montgomery est éclipsée par la malchance. En 2001, lors de sa meilleure saison, il est pris lors du Tour dans une chute massive, où il subit plusieurs graves blessures au visage et à la tête, le rendant presque aveugle. Cette lourde chute l'a notamment empêché de renfourcher les vélos durant une année entière (2002). Lors du Tour d'Italie 2004, il souffre de multiples blessures : déchirure à l'omoplate et une clavicule cassée. En outre, il tombe malade en 2002 (à cause d'un virus tenace), ce qui met gravement en danger la poursuite de sa carrière.

### L'après carrière
Affecté par ses nombreux revers, que Montgomery juge aussi bien liés à des limites physiques que mentales, il prend sa retraite à l'âge de 30 ans en 2006. Il devient ensuite directeur sportif de l'équipe féminine Bigla.
Depuis 2011, il est consultant à la télévision suisse. En août 2012, il devient au sein de la  Fédération suisse de cyclisme, formateur des entraîneurs, des directeurs sportifs et des commissaires.

## Palmarès
- 1997
  -  Médaillé d'argent du championnat d'Europe sur route espoirs
- 1998
  - Martigny-Mauvoisin
  - 3e de Sierre-Loye
- 1999
  - 2e de Vienne-Rabenstein-Gresten-Vienne
  - 3e du Wartenberg Rundfahrt
  - 6e du Tour de Suisse
- 2000
  - 3e du Tour de l'Avenir
  - 4e du Tour de Suisse
- 2001
  - 5e étape du Grand Prix du Midi libre
  - 4e du Critérium du Dauphiné libéré
  - 6e du Tour de Romandie
- 2003
  - 8e du Tour de Suisse

## Résultats sur les grands tours

### Tour de France
4 participations
- 2000 : abandon (11e étape)
- 2001 : abandon (16e étape)
- 2003 : abandon (8e étape)
- 2004 : abandon (7e étape)

### Tour d'Italie
2 participations
- 2004 : non-partant (14e étape)
- 2005 : 59e

### Tour d'Espagne
2 participations
- 2005 : 87e
- 2006 : abandon (12e étape)

## Distinction
- Mendrisio d'argent : 1997